# Alexandra Lange
Alexandra Lange (* 5. November 1951; bürgerlich Alexandra Sigrid Lange-Baehr) ist eine deutsche Synchronsprecherin & Hörspielsprecherin.

## Leben
Ihre schauspielerische Ausbildung absolvierte Alexandra Lange an der  Hochschule der Künste (HdK) in Hamburg. In den 1970er Jahren begann sie ihre Tätigkeit als Synchronschauspielerin für Kino und Fernsehen.
Besonders häufig sprach sie für Margot Kidder, die gleichzeitig ihre erste Arbeit in der Synchronisation war, so in ihren Auftritten als Lois Lane in den Superman-Verfilmungen Superman, Superman II – Allein gegen alle und Superman III – Der stählerne Blitz sowie in Crime and Punishment und The Last Sign, aber auch in den Fernsehserien Outer Limits – Die unbekannte Dimension und Smallville. Sharon Gless lieh sie unter anderem für die Serie Cagney & Lacey sowie für den Film Mörderin aus Liebe ihre Stimme.
Zu ihren weiteren Synchronrollen gehören unter anderem Kim Basinger (Goldfieber), Barbara Carrera (Condorman), Joanna Cassidy (Blade Runner), Cher (Silkwood), Lois Chiles (Tod auf dem Nil), Mia Farrow (Hurricane), Shelley Hack (King of Comedy), Sylvia Kristel (Airport ’80 – Die Concorde), Ornella Muti (Leichen muß man feiern, wie sie fallen), Cassandra Peterson (Elvira – Herrscherin der Dunkelheit), Charlotte Rampling (The Verdict – Die Wahrheit und nichts als die Wahrheit), Katharine Ross (Flammen am Horizont) und Mary Steenburgen (Der Galgenstrick).
In Fernsehsynchronfassungen älterer Hollywood-Filme sprach sie auch für Greta Garbo (Wie Du mich wünschst und Der bunte Schleier), Claudette Colbert (Trommeln am Mohawk),  Maureen O’Sullivan (Die Marx Brothers: Ein Tag beim Rennen) sowie Esther Williams (Spiel zu dritt).
Fernsehzuschauern ist Alexandra Lange zudem aus den Synchronfassungen populärer Serien vertraut. So ist sie die deutsche Stimme von Morgan Fairchild in Falcon Crest, von Connie Sellecca in Hotel, von Barbara Babcock und Sheree J. Wilson in Dallas sowie von Leann Hunley in Der Denver-Clan. In Lost übernahm sie den Part von Lillian Hurst und in Star Trek: Deep Space Nine denjenigen von Salome Jens. Zu ihren weiteren bekannten Fernsehsynchronrollen gehören Piper Laurie in Twin Peaks und Jane Wymark in Inspector Barnaby.
Außerdem sprach sie die Zeichentrickfigur Blondie Springer in Die Dschungelolympiade (1980). 1983 synchronisierte sie Caroline Blakiston als Mon Mothma in Die Rückkehr der Jedi-Ritter. Jene Rolle sprach sie erneut von 2016 bis 2018 sowie 2022 bis 2025 in Rogue One: A Star Wars Story, Star Wars Rebels, Andor und Ahsoka, dort jeweils gespielt und gesprochen von Genevieve O’Reilly. Diese synchronisierte sie ebenfalls 2017 und 2022 als Moira in den Videospielen Overwatch und Overwatch 2.
Daneben ist sie auch als Sprecherin für Hörspiele und Computerspiele tätig, gestaltet Hörbücher und Autorenlesungen. Gelegentlich tritt sie auch als Schauspielerin auf – so spielte sie etwa Anfang der 1970er Jahre am Hamburger Ohnsorg-Theater.
2012 wurde sie Nachfolgerin für Joachim Kerzel als Erzählerin in der Hörspielserie Geisterjäger John Sinclair ab Folge 71. In den Classic-Folgen übernahm sie den Part als Erzählerin ab Folge 10. Mit Folge 180 wurde Lange durch Gregor Höppner als Erzähler abgelöst.
Alexandra Lange lebt in Berlin, wo sie auch vornehmlich beruflich tätig ist. Dort ist sie auch Mitglied der Künstlergruppe Les Montmartrois de Berlin.

## Synchronrollen (Auswahl)
Margot Kidder
- 1978: als Lois Lane in Superman (Kino-Synchronisation)
- 1980: als Lois Lane in Superman II – Allein gegen alle
- 1983: als Lois Lane in Superman III – Der stählerne Blitz
- 1983–1991: als Jane Reynolds in Der Hitchhiker (Staffel 3, Folge 1)
- 1992: als Rachel Grayson in Jagt den Killer
- 1995–2002: als Serena in Outer Limits – Die unbekannte Dimension
- 2001–2011: als Bridgette Crosby in Smallville
- 2005: als Endora in The Last Sign
- 2006–2011: als Emily Craft in Brothers & Sisters (Staffel 1, Folge 14 und 18)

Genevieve O’Reilly
- 2016: als Mon Mothma in Rogue One: A Star Wars Story
- 2017–2018: als Mon Mothma in Star Wars Rebels
- 2022–2025: als Mon Mothma in Andor
- 2023: als Mon Mothma in Ahsoka

Susan Gibney
- 1992: als Dr. Leah Brahms (1. Stimme) in Raumschiff Enterprise – Das nächste Jahrhundert
- 2022: als Dr. Leah Brahms in Star Trek: Lower Decks

### Filme
- 1937: Molly Lamont als Barbara Vance in Die schreckliche Wahrheit (Synchronisation: 1981)
- 1940: Claudette Colbert als Lana Martin in Trommeln am Mohawk (2. Synchronisation)
- 1956: Felicia Farr als Jenny in Der letzte Wagen (ARD-Synchronisation: 1980)
- 1968: Georgia Brown als Marfa in Ein Mann wie Hiob (Synchronisation: 1987)
- 1979: Nancy Allen als Donna Stratton in 1941 – Wo bitte geht’s nach Hollywood
- 1979: Toni Kalem als Despie Galasso in The Wanderers
- 1981: Andrea Albani als Babsy in Mad Foxes – Feuer auf Räder
- 1983: Caroline Blakiston als Mon Mothma in Die Rückkehr der Jedi-Ritter
- 2005: Jane Alexander als Sara Delano Roosevelt in Warm Springs
- 2023: Sharon Gless als Mavis in Fast Charlie

### Serien
- 1981–1988, 1994/1995: Sharon Gless als Det. Sgt. Christine Cagney in Cagney & Lacey
- 1994–1999: Salome Jens als Gründerin in Star Trek: Deep Space Nine
- 1997–2011: Jane Wymark als Joyce Barnaby in Inspector Barnaby
- 2011: Patricia Lentz als Dr. Wyner in Desperate Housewives

## Hörspiele und Hörbücher (Auswahl)
- 2012–2014: Thrawn-Trilogie als Mon Mothma – Buch, Schnitt und Regie: Oliver Döring
- 2012–2025: Geisterjäger John Sinclair Edition 2000 (Folge 71–179)[2][4] als Erzählerin; zuvor in einigen Episoden in Nebenrollen
- 2012–2023: Geisterjäger John Sinclair Classics (Folge 10–50), Lübbe Audio & BookBeat[5][6] als Erzählerin
- 2022: Pernille Hughes: Zehn Jahre du und ich, der Audio Verlag & Audible